# Павло Стефанівський
Стефанівський Павло (3 березня 1932, Білянка, Польська Республіка — 31 березня 2021, Варшава, Польща) — українець лемківського походження, поет, етнограф, громадський діяч.

## З біографії
Народ. 3 березня 1932 р. у с. Білянці Горлицького повіту (Польща). Закінчив школу механізації сільського господарства у Квідзині (1952), працював інструктором Українського суспільнокультурного товариства. У 1959 р. повернувся у с. Білянку, організував хорові, танцювальні, драматичні та музичні гуртки в селах Команча, Лосє, Висова. Був одним з
ініціаторів фестивалів лемківських колективів (1962, 1963), створив музей пам'яток культури лемків, видавав квартальник «Лемко». Помер в 2021 році у Варшаві.

## Творчість
Автор поетичних збірок «Лемківська ікона» (1985), «Лем» (1991), п'єси «Любов неволю ламле» (1980).